# 日精機工
日精機工株式会社（にっせいきこう）は北海道札幌市に本社を置く専門商社である。

## 概要
軸受、伝動、空圧、油圧、駆動などの機械部品を取り扱う。「ものづくり支援企業」をスローガンとして、産業設備機器の卸売やそれに付随する開発・設計・工事といったエンジニアリングサービスを行っている。

## 沿革
- 1958年7月　 日精機工商会として北海道帯広市で創業。
- 1968年11月　札幌支店を開設。
- 1971年7月　 日精機工株式会社を設立。
- 1974年4月　 函館支店を開設。
- 1975年7月　 旭川支店を開設。
- 1984年1月　 千歳支店を開設。
- 1991年4月　 苫小牧支店を開設。
- 2009年4月　 北見出張所を開設。
- 2014年10月　日精テクノ株式会社を設立。

## 関連会社
- 日精テクノ株式会社